# Gueldenstaedtia delavayi
Gueldenstaedtia delavayi là một loài thực vật có hoa trong họ Đậu. Loài này được Franch. miêu tả khoa học đầu tiên.